# Аманда Ходжкинсън
Аманда Ходжкинсън (на английски: Amanda Hodgkinson) е английска писателка на бестселъри в жанра съвременен роман.

## Биография и творчество
Аманда Ходжкинсън е родена на 25 октомври 1965 г. в Бърнам-он-Сий, Съмърсет, Англия. Отраства в село до устието на река Блакуотър близо до Малдон в Есекс. Завършва гимназия в Колчестър. Родителите ѝ имат антикварна книжарница и тя се влюбва в литературата. Получава бакалавърска степен по изкуства от института в Колчестър. Премества се със семейството си в Съфолк близо до Бъри Сейнт Едмъндс и работи като инструктор по езда.
В началото на 20-те си години се омъжва за съпруга си Гай, който работи в рекламната индустрия, и се преместват в Стоумаркет. В края на 90-те получава бакалавърска степен по английска филология и история в колежа Съфолк в Ипсуич. По време на следването си започва да пише разкази, които са публикувани в списания. Получава магистърска степен по творческо писане от Университета на Източна Англия в Норич.
Съпругът ѝ се включа в група във Франция като басист и започва да прави ремонт на китари. През 2002 г., след като тя получава магистърска степен, заедно със съпруга си и двете си дъщери, се преместват в Югозападна Франция, където купуват стара каменна къща и създават с много усилия и труд своя дом.
През 2011 г. е издадена книгата ѝ „Британия Роуд 22“. В нея се разказва драматичната история на едно разделено от Втората световна война полско семейство, чиито членове се опитват да създадат нов живот, докато всеки от тях се бори с ужасяващите спомени от миналото. Романът става международен бестселър и е удостоен с редица литературни награди.
Аманда Ходжкинсън живее със семейството си в Югозападна Франция.

## Произведения

### Самостоятелни романи
- 22 Britannia Road (2011)
Британия Роуд 22, изд.: ИК „Ентусиаст“, София (2014), прев. Деница Каракушева
- Spilt Milk (2014)

### Сборници
- „Tin Town“ в „Grand Central“ (2014) – с Мелани Бенджамин, Джена Блум, Пам Дженоф, Сара Джио, Кристина Макморис, Алисън Ричман, Ерика Робук и Карън Уайт